# Abbazia di Sant'Antimo
L'abbazia di Sant'Antimo è un complesso monastico già benedettino, situato presso Castelnuovo dell'Abate, all'interno del comune di Montalcino, in provincia di Siena, nella bassa Toscana. Si tratta di una delle architetture più importanti in stile romanico.

## Sant'Antimo
Sono due i santi a cui potrebbe essere intitolata l'abbazia.

### Sant'Antimo presbitero

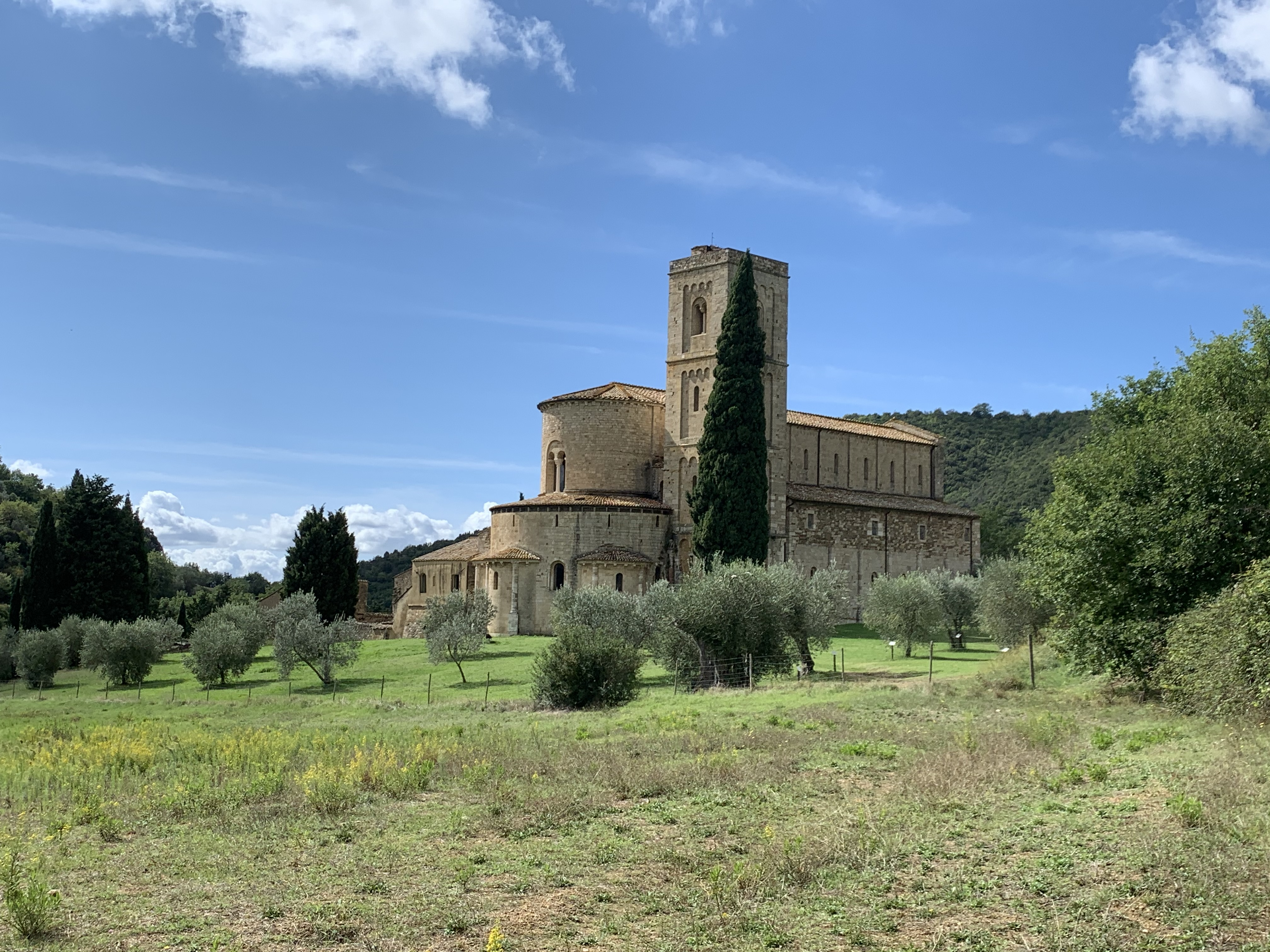
Veduta esterna

Il primo è citato negli acta Sancti Anthimi dove è narrata la storia, quasi leggendaria, del sacerdote Antimo imprigionato sotto gli imperatori Diocleziano e Massimiano.
Egli guarì e convertì al cristianesimo Pinianus, marito di Licinia, nipote dell'imperatore Gallieno. Pinianus, convertito, si adoperò per salvare i cristiani dalle persecuzioni.
Nascosto nella villa di Pinianus lungo la via Salaria, Antimo convertì anche un sacerdote del dio Silvano e l'intera famiglia.
Colpevole di aver infranto il simulacro di quella divinità, Antimo venne gettato nel fiume Tevere con una pietra legata al collo, ma ne uscì incolume.
Venne quindi fatto decapitare nel 305 dal console Prisco e venne sepolto nell'oratorio nel quale era solito pregare. Le sue reliquie sono venerate fin dal 1658 nella Cappella a lui dedicata all'interno del Santuario di S. Antimo prete e Martire in Sant'Antimo presso Napoli. Secondo la tradizione, papa Adriano I, nel 781, avrebbe consegnato parte delle reliquie dei santi Antimo e Sebastiano a Carlo Magno, che le donò all'abbazia nell'atto della fondazione.
L'odierno calendario liturgico dell'arcidiocesi di Siena - Colle di Val d'Elsa - Montalcino, di cui l'Abbazia fa parte, recepisce l'intitolazione al presbitero Antimo, martire romano, collocandone la memoria in data 11 maggio.

### Sant'Antimo diacono
L'altro sant'Antimo a cui far risalire il nome dell'abbazia era un diacono aretino, martirizzato insieme a san Donato nel 352.
La Passio Donati narra la storia del miracolo di san Donato. Secondo la leggenda il vescovo aretino stava celebrando una funzione di ordinazione insieme ai diaconi Antimo e Asterio. Mentre Antimo distribuiva la comunione con un calice di vetro, nel tempio entrarono alcuni pagani che, con violenza, gettarono a terra il calice, mandandolo in frantumi.
Donato raccolse e riunì i frammenti, ma si accorse che mancava un pezzo di vetro nel fondo del calice. Incurante del problema, continuò a servire il vino senza che neanche una goccia uscisse dal calice.
Questo provocò lo stupore dei pagani, che si convertirono.
Seguirono l'arresto di san Donato, la sua uccisione assieme ad altri cristiani, la distruzione dei libri e degli arredi liturgici, come spesso avveniva nella persecuzione di Giuliano.
Antimo, unico dei compagni martirizzati insieme a Donato, non venne sepolto a Pionta, nell'aretino, ma altrove. Si ritiene che Antimo, per sfuggire alla persecuzione, si fosse rifugiato nella valle dello Starcia, affluente dell'Orcia, e qui sia stato martirizzato e sepolto.

## Storia dell'abbazia

### La prima abbazia

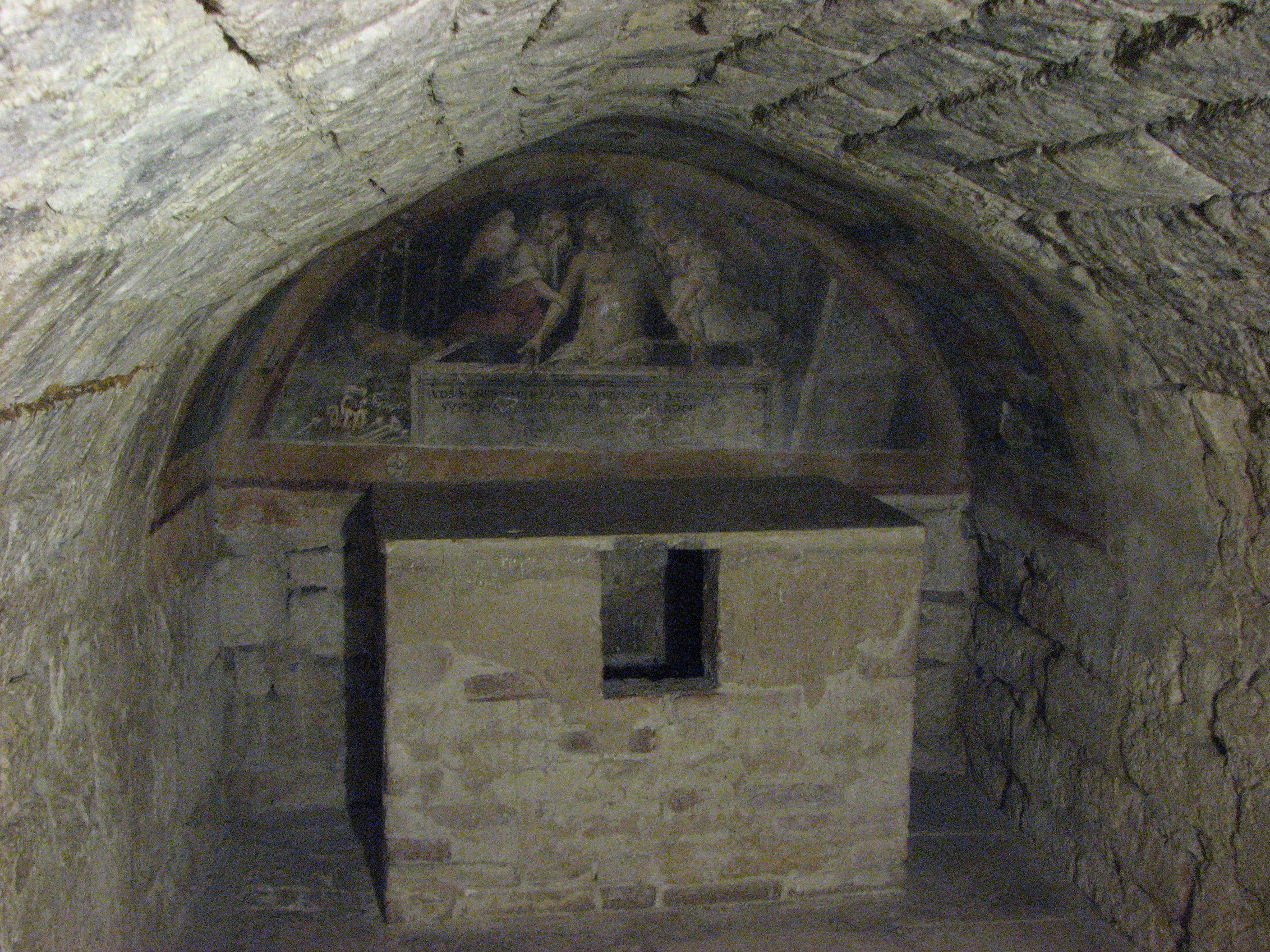
La cripta della chiesa, sulla quale fu costruito il primo oratorio.

Il nucleo primitivo dell'abbazia di Sant'Antimo risale al culto delle reliquie di Sant'Antimo di Arezzo, alla cui morte, nel 352, sul luogo del suo martirio venne edificato un piccolo oratorio.
Nello stesso luogo sorgeva una villa romana: lo dimostrano i numerosi reperti di epoca romana come il bassorilievo con la cornucopia sul lato nord del campanile o alcune colonne nella cripta carolingia.
L'incisione “Venite et bibite” invece farebbe pensare alla presenza di una fonte con proprietà terapeutiche. Nel 715 la chiesa era custodita da un prete della diocesi di Chiusi, nel cui territorio essa ricadeva.
Nel 770 i Longobardi incaricarono l'abate pistoiese Tao di iniziare la costruzione di un monastero benedettino e gli affidarono anche la gestione dei beni demaniali del territorio. Le abbazie erano utilizzate come sosta dai pellegrini diretti a Roma, dai mercanti, dai soldati e dai messi dei re.

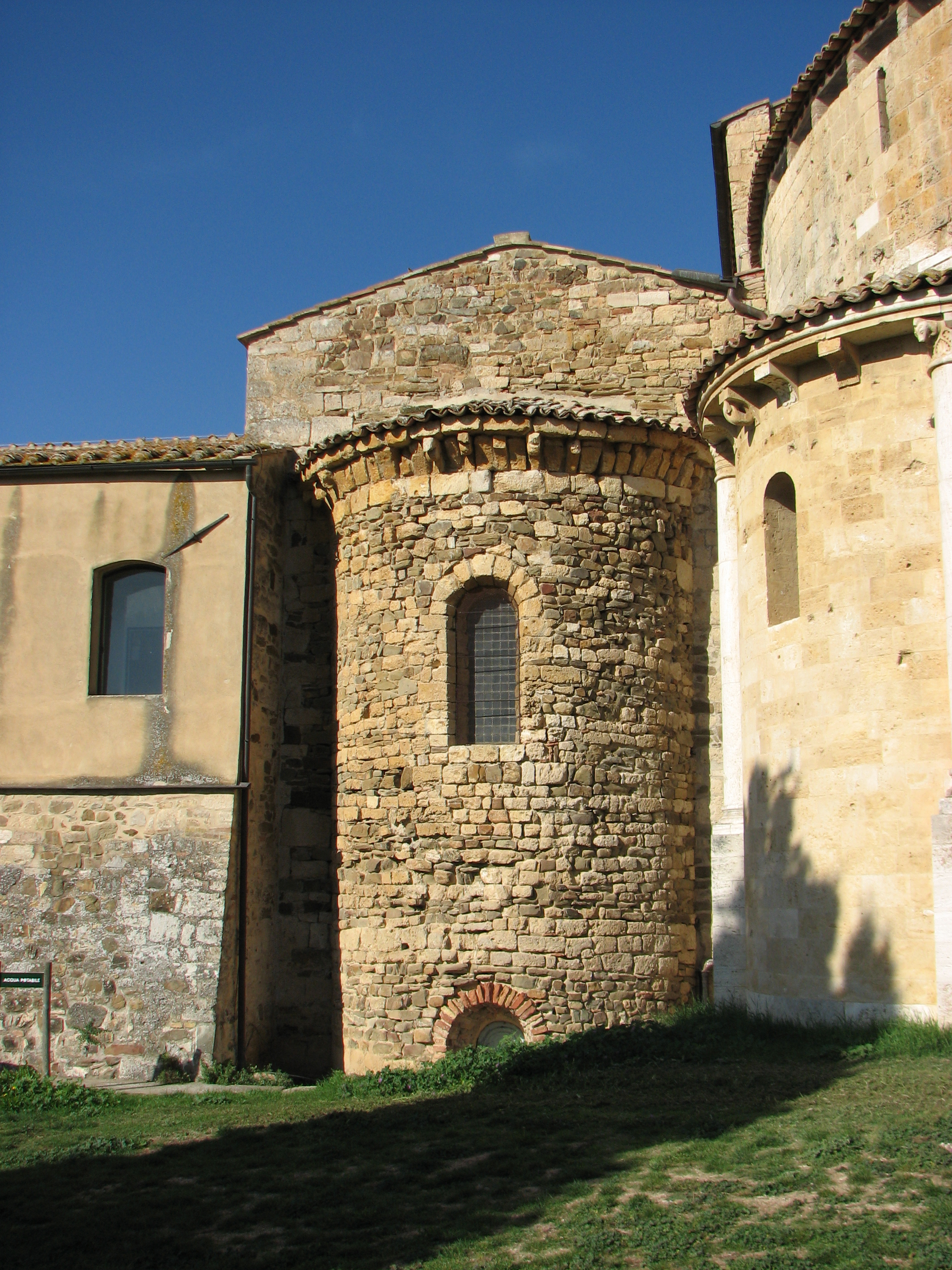
L'abside della cappella Carolingia, attualmente sagrestia della chiesa.

Carlo Magno, di ritorno da Roma nell'781, ripercorrendo la grande via creata dai Longobardi, chiamata in seguito "Francigena" perché "strada originata dai Franchi", giunse a Sant'Antimo e pose il suo sigillo sulla fondazione del monastero.
Quasi certamente la fondazione ad opera di Carlo Magno è da interpretare come una pura leggenda medievale.
Il 29 dicembre 814 un documento di Ludovico il Pio, figlio e successore di Carlo, arricchisce l'abbazia di doni e privilegi. L'abbazia diventa a tutti gli effetti, un'abbazia imperiale.
Con l'impulso carolingio, la comunità inizia il suo periodo di apogeo. L'abate di Sant'Antimo è insignito del titolo di conte palatino (Conte e consigliere del Sacro Romano Impero). L'esame delle carte imperiali, tra cui quella di Enrico III del 1051, e di quelle papali evidenzia numerosi territori e chiese appartenenti o posti sotto la giurisdizione dell'abbazia: 96 tra castelli, terreni, poderi e mulini; 85 tra monasteri, chiese, pievi e ospedali dal grossetano al pistoiese passando da Siena e Firenze.
Il possedimento principale della comunità era il castello di Montalcino, dove il priore alloggiava in una residenza ora inglobata entro le mura della fortezza.

### L'ampliamento e la nuova chiesa

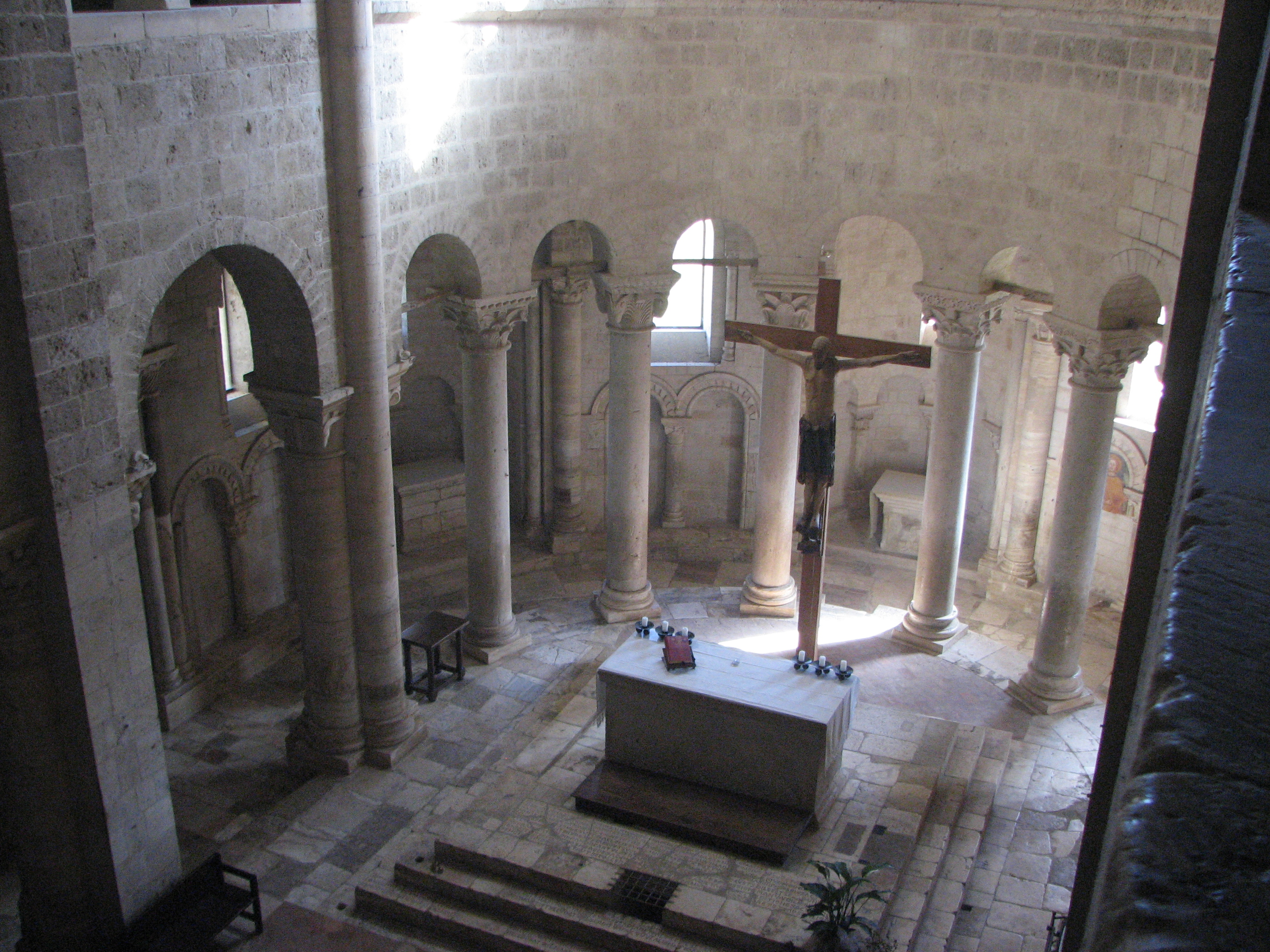
Veduta dall'alto dell'altar maggiore della chiesa, sui cui gradini è stato scolpito il lascito "in toto regno Italico e in tota marca Tuscie"

Nel 1118 il Conte Bernardo degli Ardengheschi, cede il suo intero lascito “in toto regno Italico e in tota marca Tuscie” ad Ildebrando, figlio di Rustico, affinché lo trasferisca all'abbazia.
Il monastero versa a Fortisguerra, fratello di Bernardo, 1000 libbre per l'accordo di non molestare più i monaci nel godimento della proprietà. A memoria della donazione, questo evento è inciso sui gradini dell'altare maggiore, come “Carta Lapidaria”.
Nel 1118 inizia la costruzione della nuova chiesa, sotto la guida dell'abate Guidone.
Il punto di riferimento più importante per il progetto della nuova chiesa è la grande abbazia benedettina di Cluny.
L'abate richiede l'intervento degli architetti francesi per progettare il nuovo edificio, che in parte si ispira alla chiesa benedettina del 1050 di Vignory.

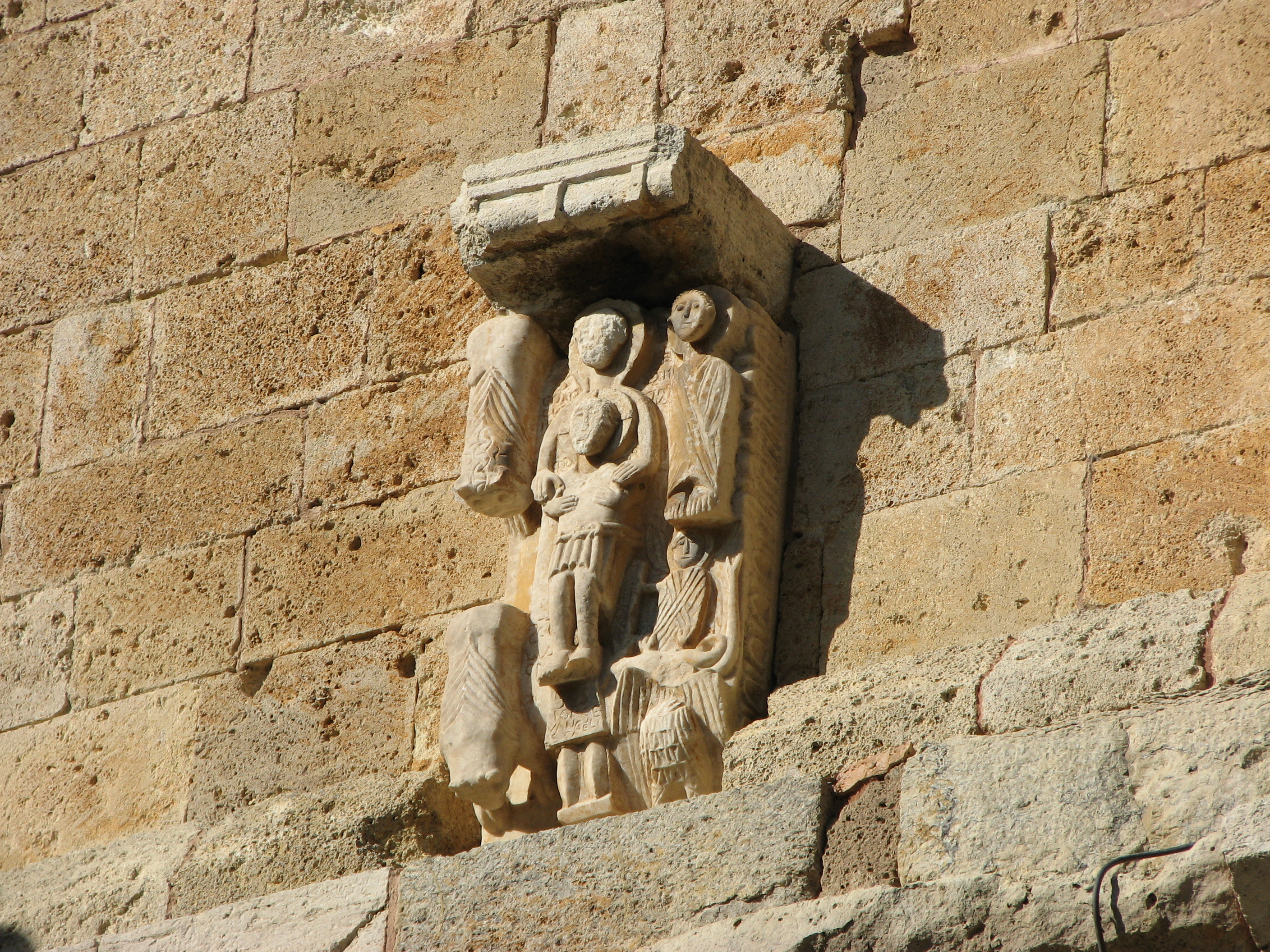
Il capitello della Madonna col Bambino e gli Evangelisti collocato sul campanile ed antecedente alla chiesa attuale.

Alcune sculture, la porta nord e quella sud, gli stipiti della sagrestia, alcuni capitelli collocati nella tribuna nord, altri capitelli, frammenti di decorazioni o pilastrini, fanno pensare all'esistenza di un edificio antecedente al XII secolo, quando iniziò la costruzione della nuova abbazia.
Intorno al 1000 sarebbe stata edificata una chiesa, di cui rimane solo il campanile, costruito inizialmente staccato dalla navata, secondo la tradizione medievale.
Per questo motivo le seguenti modifiche del 1118 hanno tenuto conto di vincoli architettonici già esistenti, adeguando i volumi del presbiterio in modo da inserirlo tra il campanile e la Cappella Carolingia.
La zona del coro risulta infatti più stretta del resto dell'edificio.
Verso la metà del secolo XII la costruzione della nuova abbazia è quasi completata, solamente la facciata non è ancora terminata.

### Il "secolo d'oro" dell'abbazia
Montalcino, all'epoca sotto la giurisdizione dell'abate di Sant'Antimo, è presa di mira, per la sua posizione strategica, sia da Siena che da Firenze.
La città di Siena infatti è impossibilitata ad espandersi a nord a causa di Firenze, sua acerrima rivale, e cerca nuove terre a sud.
Nel luglio del 1145 i senesi costringono l'abate di San Salvatore a cedere alla repubblica di Siena il castello di Radicofani sulla via Francigena.
Appoggiando la politica senese, papa Clemente III, nel 1189, assoggetta la pieve di Montalcino al Vescovo di Siena.
Nel 1200, Filippo Malavolti, podestà di Siena, attacca Montalcino, che viene in parte distrutta.

### Verso il declino

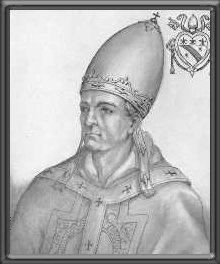
Nicolò IV

Il 12 giugno 1212 con un accordo tra l'abate di Sant'Antimo, la città di Montalcino e Siena è sancito che l'abbazia deve cedere un quarto del territorio di Montalcino alla città senese.
Con la perdita di Montalcino l'abbazia perde il centro più importante della propria giurisdizione.
Siena inizia ad intaccare i beni della comunità benedettina: nel 1293 i monaci possederanno soltanto un quinto di tutte le antiche proprietà situate tra Montalcino e Seggiano.
Nel 1291 papa Nicolò IV ordina la fusione della comunità dell'abbazia con i guglielmiti.
Questa decisione intendeva ridare vigore alla comunità religiosa di sant'Antimo.
Dal 1397 al 1404 l'abbazia viene amministrata, retta e governata dal francescano Bartolomeo di Simone, vescovo di Cortona.

### La soppressione di Pio II

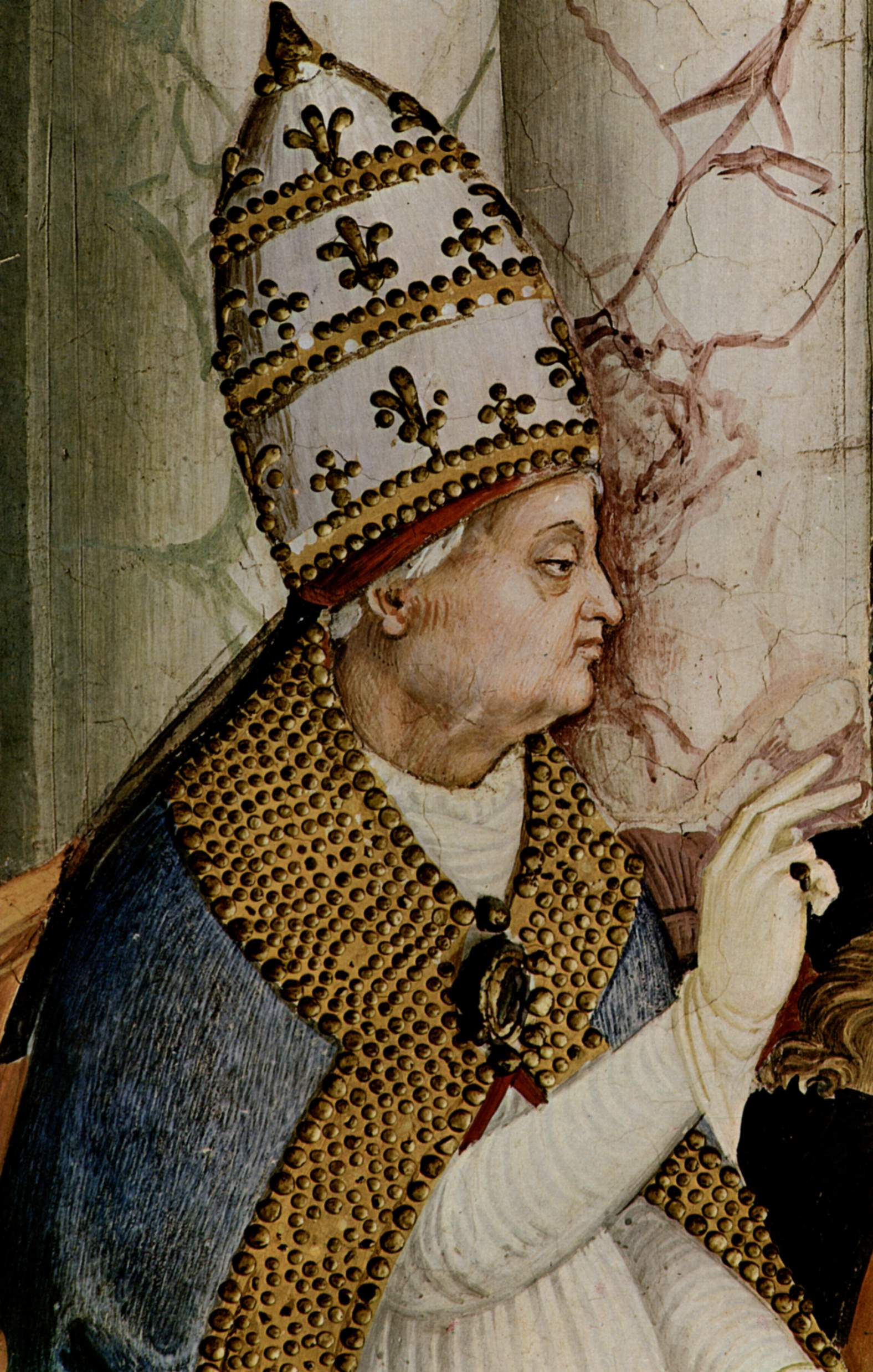
Pio II

Il 4 agosto 1439, l'abate Paolo è incarcerato per le sue scelleratezze.
Nel 1462 nella Cappella Carolingia si riunisce per l'ultima volta il capitolo dei guglielmiti.
Pio II, al secolo Enea Silvio Piccolomini, nello stesso anno 1462 sopprime l'abbazia affidandone i beni al vescovo Giovanni Cinughi, ordinario della nuova diocesi di Pienza e Montalcino, creata il 13 agosto dello stesso anno. Pio II, a onore e decoro della sua famiglia Piccolomini, volle trasformare il suo paese natale, Corsignano, in una città rinascimentale, Pienza, dandole un vescovo, con territorio e giurisdizione, inizialmente unita al titolo di vescovo di Montalcino, che avrebbe mantenuto anche il titolo di Abate di Sant'Antimo. Nel 1600 la sede vescovile di Montalcino fu separata da quella di Pienza. L'Abbazia rimase parte della mensa vescovile e il vescovo di Montalcino continuò a fregiarsi del titolo di Abate di Sant'Antimo fino al 1986, anno della soppressione della diocesi e della sua incorporazione all'arcidiocesi di Siena.
Nel 1870 l'abbazia di Sant'Antimo era abitata da un mezzadro, che alloggiava nell'appartamento vescovile, utilizzava la cripta carolingia come cantina, la chiesa come rimessa agricola e il chiostro per gli animali.

### La rinascita

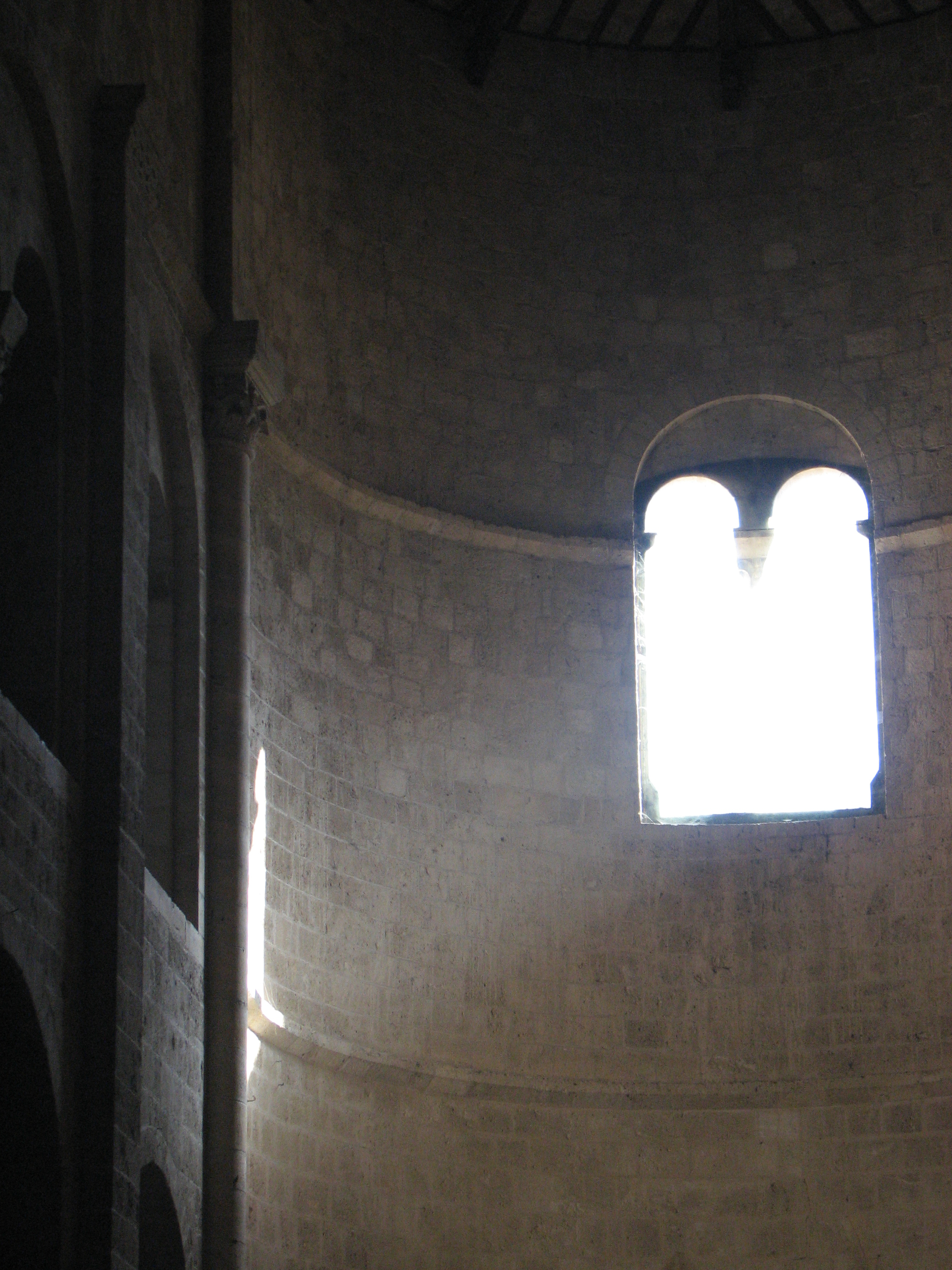
La bifora dell'abside

Lo stesso anno l'abbazia passa sotto la giurisdizione delle Belle Arti. Con sette campagne di restauro l'abbazia arriva a risultare allo stato attuale.
Le prime due, dal 1872 al 1873 e nel 1876 eliminano tutto ciò che alterava la struttura originaria e viene riaperta la grande bifora dell'abside che ora illumina la chiesa.
Nel 1970-1973, nello stesso periodo in cui a Sant'Antimo vengono girate alcune scene del film "Fratello sole, sorella luna" di Franco Zeffirelli, le Belle Arti di Siena rifanno interamente il tetto della chiesa, cambiando quasi tutte le parti lignee delle capriate. Tuttavia l'edificio, terminati i lavori di restauro, permane in stato di semi abbandono. Solo raramente la comunità parrocchiale del vicino paese di Castelnuovo dell'Abate, frazione di Montalcino, utilizzava la chiesa per celebrarvi alcune funzioni.

### Il ritorno dei monaci

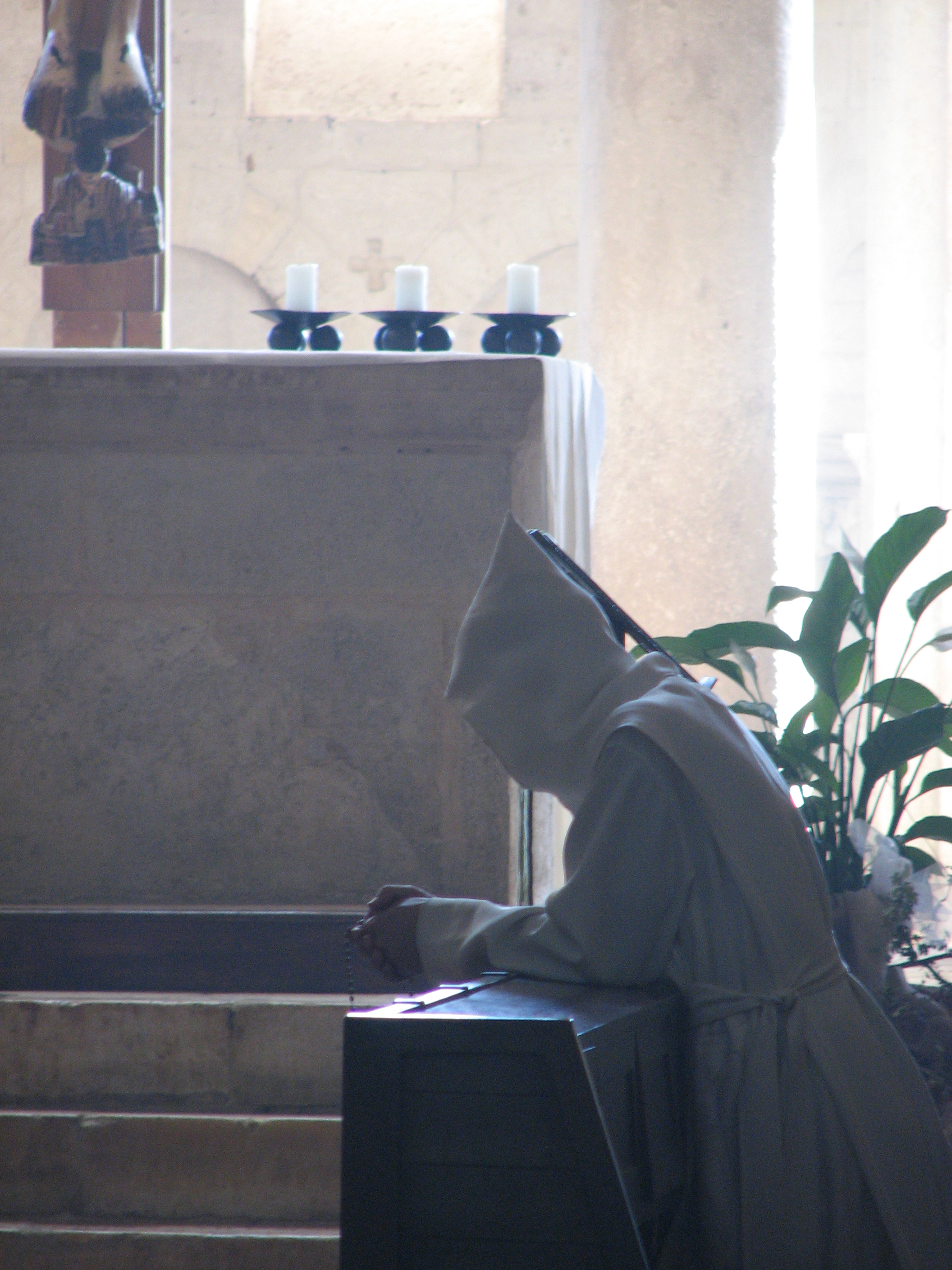
Un canonico premostratense in preghiera

Nel 1970 la diocesi di Montalcino viene data dalla Santa Sede in amministrazione apostolica all'arcivescovo di Siena Mario Ismaele Castellano, il quale nel 1975 invia come delegato per il governo della diocesi il suo ausiliare Alessandro Staccioli. Per interessamento di Mons. Staccioli si decide di ricostituire una comunità monastica a Sant'Antimo, ed egli affida tale incarico a un gruppo di giovani monaci provenienti dalla Francia. Essi fondano, nel 1979, una comunità ispirata alla regola dell'ordine dei Canonici regolari premostratensi, che riporterà nell'abbazia dopo tanti secoli il culto solenne e la liturgia delle ore in canto gregoriano. Con l'appoggio delle Belle Arti di Siena, del comune di Montalcino e delle vicine parrocchie di Montalcino e Castelnuovo dell'Abate, iniziano nel 1990 dei lavori di ristrutturazione dell'edificio del vecchio refettorio, mirati a renderlo nuovamente abitabile. Nel 1992, terminati i lavori di ristrutturazione, i monaci, a cui si sono uniti altri giovani, sia sacerdoti che laici, provenienti dalla Francia e alcuni dall'Italia, si insediano nell'abbazia.
Il 25 maggio 2015 i Premostratensi annunciano che avrebbero lasciato l'abbazia di Sant'Antimo per trasferirsi in quella di Saint-Michel de Frigolet, vicino ad Avignone, a causa del calo di vocazioni in Francia e per l'impossibilità di far crescere la comunità negli spazi di Sant'Antimo.
Nel gennaio 2016 ai Premostratensi subentrano in un primo momento i benedettini olivetani provenienti dalla vicina abbazia di Monte Oliveto Maggiore, ma l'esperienza olivetana terminerà dopo poco più di un anno. Attualmente l'abbazia è gestita per eventi liturgici e culturali dall'arcidiocesi di Siena - Colle di Val d'Elsa - Montalcino, ma nessuna comunità monastica vi risiede.

## Cronotassi degli abati

### Benedettini
- Tao (fine VIII secolo o primi anni del IX)
- Tanimondo (fine VIII secolo o primi anni del IX)
- Apollinare (813-833)
- Virgilio (833-fine del secolo)
- Sigfredo (fine del IX secolo-primi anni del X)
- Betto (951-992)
- Bosone (992-1042)
- Teuzo (1042-1108)
- Guidone (1108-1128)
- Ansaldo (1128-1153)
- Guidone (1153-1212)
- Griffo (priore) (1212-1216)
- Ugo (1216-1235)
- Griffolo, detto Grifone (1235-1254)
- Orlando (1254-1262)
- Guglielmo (febbraio 1262-novembre 1262)
- Grazia (1262-1267)
- Simone (1267-1287)

### Amministratori apostolici
- Aldobrando (vescovo di Sutri) (1288-1290)
- Rainaldo di Uguccione Malavolti (vescovo di Siena) (1291-1293)

### Guglielmiti
- Benedetto (1293-1298)
- Marco (1298-1308)
- Giacomo (1308-1309)
- Tolomeo (1309-1333)
- Iacopo de' Tolomei (1333-1345)
- Benedetto de' Tolomei (1345-1379)
- Giovanni (1379-1384)
- Giovanni di Gano (1384-1393)
- Ercolano (1391-1410)
- Angelo da Siena (1410-1411)
- Giovanni di Bartolo (1411-143?)
- Paolo (143?-1457)
- Iacomo (1457-1462)
- Ercolano (1462)

### Premostratensi
- Andrea Forest (priore) (1989-2005)
- Jean-Charles Leroy (priore) (2005-2015)

## Descrizione

### La Cappella Carolingia, la Sala Capitolare e il chiostro
Dell'antica abbazia rimangono soltanto la Cappella Carolingia, attualmente sagrestia della chiesa abbaziale, e i resti della Sala capitolare e del chiostro.

#### Cappella Carolingia

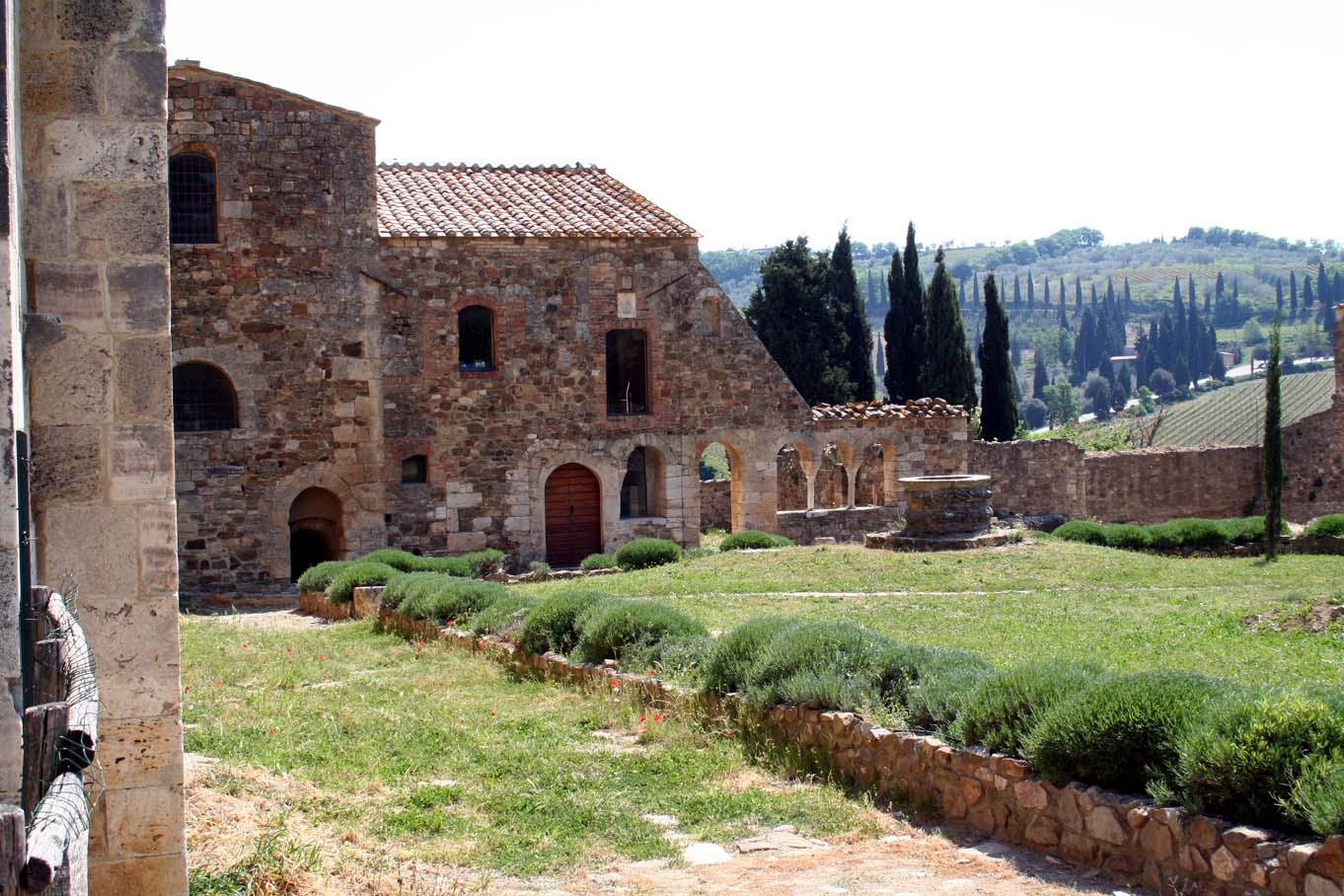
La facciata della Cappella Carolingia (a sinistra), la trifora della Sala capitolare e i resti del tracciato quadrangolare della galleria del chiostro.

Delle parti esterne della Cappella Carolingia si possono vedere soltanto l'abside e la facciata, poiché è addossata a destra dalla sala capitolare e a sinistra dalla chiesa abbaziale. La facciata a capanna, si affaccia su quello che era il chiostro dell'abbazia ed è illuminata da una finestra a forma di lunetta (che è l'unica rimanenza dell'antico portale, attualmente murato) e dalla soprastante monofora ad arco a sesto ribassato; sempre nella facciata della cappella si apre la porta che, con una ripida scala, conduce nella cripta sottostante. Invece, l'abside, che dà di fianco a quella della chiesa abbaziale, è anch'essa illuminata da una monofora ad arco, ma con l'aggiunta della sottostante finestra ad oculo che illumina la cripta.
L'interno della Cappella Carolingia è costituito da un'unica navata rettangolare coperta da due volte a crociera, anche se originariamente essa era a semplici capriate lignee. Lungo la parete di sinistra, ovvero quella che è addossata all'edificio in parte costruito sopra la sala capitolare, vi sono degli affreschi monocromatici raffiguranti scene della vita di San Benedetto da Norcia, dipinti nel XIV secolo dal pittore Giovanni d'Asciano. Nel presbiterio si trova il semplice altare in pietra, mentre lungo le pareti vi sono gli armadi in cui vengono riposti i paramenti sacri utilizzati durante le liturgie.
Al disotto della Cappella Carolingia vi è la cripta. Essa è costituita da due absidi contrapposte: una ad est, corrispondente a quella della chiesa superiore, con una piccola finestra a forma di occhio di bue che dona al locale la luce; una ad ovest che è una semplice nicchia semicircolare. Quattro colonne sormontate da pulvini sostengono la copertura e dividono lo spazio in tre navate.

#### Sala capitolare

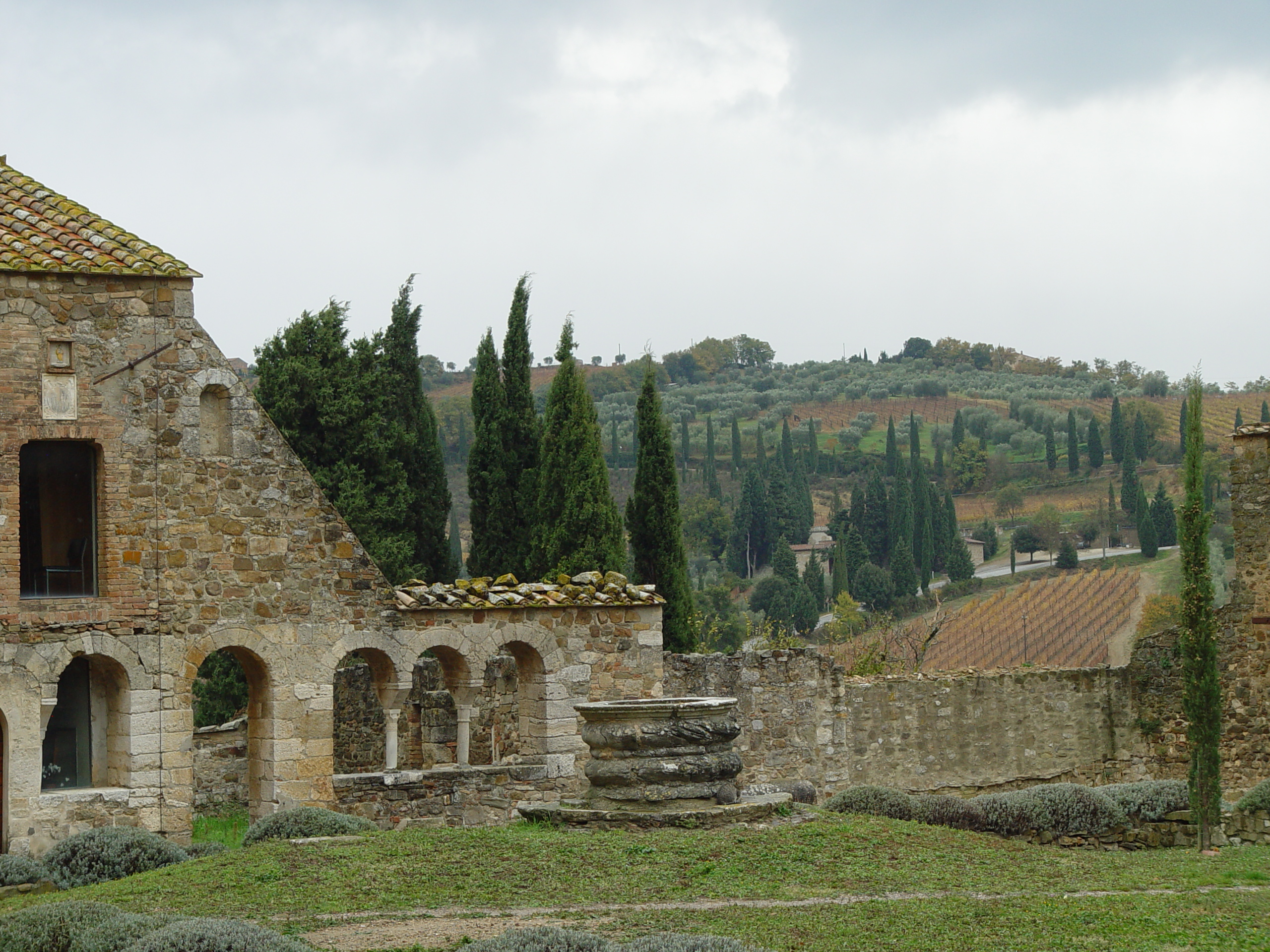
I resti della sala capitolare.

Della sala capitolare dell'abbazia, ovvero il luogo dove si riuniva il Capitolo del Monaci, rimane ben poco. Essa era molto importante perché nelle riunioni del capitolo, che si svolgevano la mattina presto, si leggevano delle biografie di santi dal Martirologio Romano, la Sancta Regula e si decideva quello che si sarebbe fatto durante la giornata.
Attualmente la sala è per metà inglobata (assieme ai resti del dormitorio, che si trovava al disopra di essa) da un edificio costruito dal vescovo Cinughi e per l'altra metà è priva delle volte e del piano superiore, però conserva ancora la bellissima trifora sorretta da colonnine con semplici capitelli.

#### Chiostro

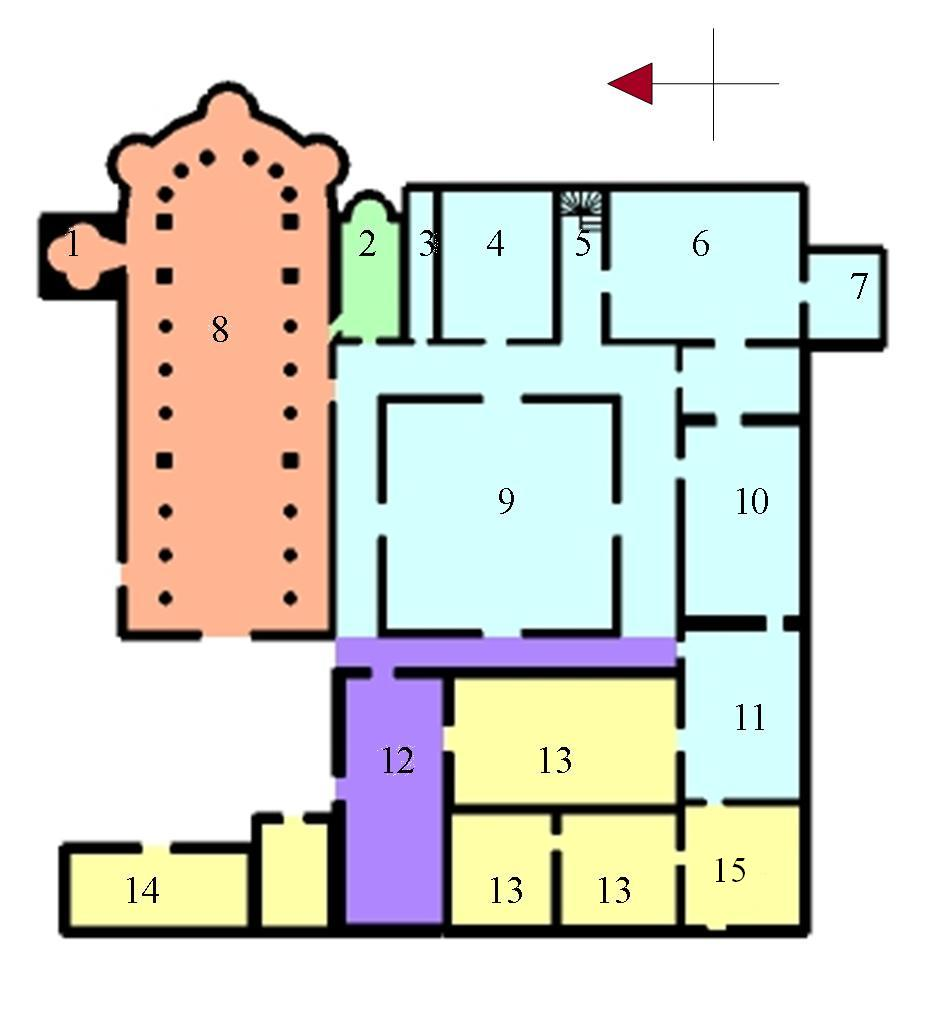
Pianta ricostruttiva (non in scala) degli ambienti attorno al chiostro. In arancione è indicata la chiesa abbaziale, in verdino la sua sagrestia, in azzurrino la area riservata ai monaci, in viola quella riservata ai forestieri e in giallo crema i locali di servizio.

Il chiostro sorgeva al centro del monastero ed era costituito da un peristilio che si apriva sullo spazio centrale con delle bifore. Attualmente di esso non rimangono più tracce. Gli ambienti che si affacciavano lungo i quattro lati del chiostro erano (i numeri sono relativi a quelli della pianta qui di fianco):
Lato nord
- 9 - chiostro
- 8 - chiesa abbaziale.

Lato est
- 2 - Cappella Carolingia (sagrestia);
- 3 - tesoro;
- 4 - Sala capitolare e soprastante dormitorio dei monaci;
- 5 - scala per il piano superiore;
- 6 - biblioteca.

Lato sud
- 10 - refettorio (attualmente adibito, dopo un lungo restauro, ad abitazione dei canonici);
- 11 - cucina.

Lato ovest
- 12 - foresteria;
- 13 - magazzini e soprastante dormitorio dei conversi.

### Chiesa abbaziale
L'edificio più importante e meglio conservato di tutto il complesso è la grande chiesa abbaziale di Sant'Antimo. Essa, completamente in stile romanico, sorge lungo il lato nord del chiostro ed è orientata sull'asse est-ovest, con l'altare ad oriente.

#### Esterno

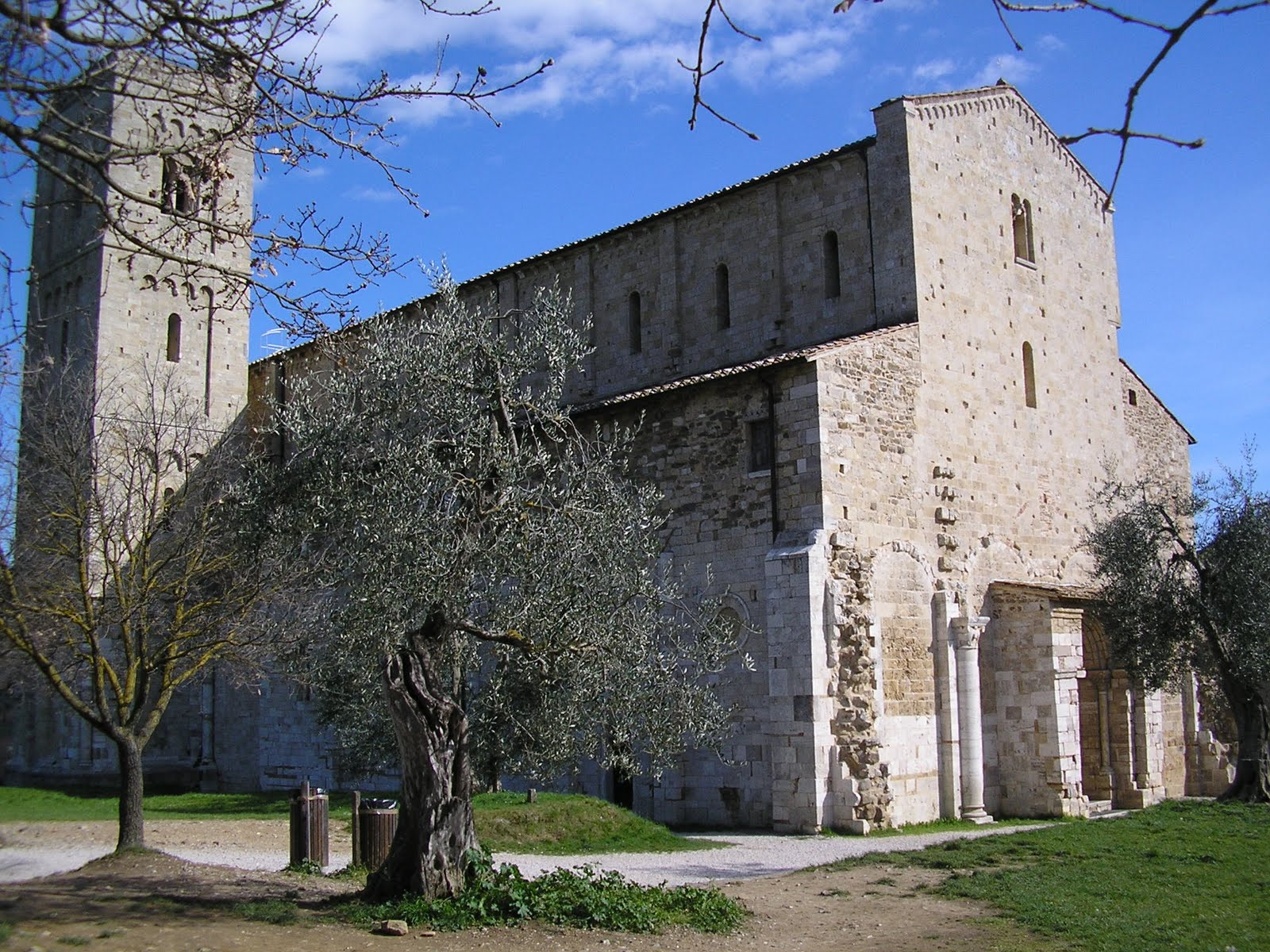
La facciata esterna

##### Campanile ed abside
All'esterno, la mole della chiesa abbaziale è visibile da tutta la conca in cui si trova grazie alla sua notevole altezza (che all'apice della facciata tocca i 20,50 m) e, soprattutto, al suo campanile, che invece arriva 27,50 m all'altezza della terrazza. La torre campanaria è preesistente rispetto alla chiesa attuale (infatti era del tempio degli inizi dell'XI secolo) e, per questo motivo, è attaccata alla chiesa; caso non unico, perché anche il campanile della Pieve di Maria Santissima dell'Assunzione di Stazzema che risale al 1297 è attaccato al livello dell'abside della chiesa, tanto che da quest'ultima si accede al fondo della torre; che però raggiunge un'altezza di 31 metri in cima alla cupola, escludendo la croce che la sormonta.
Assieme al campanile, caratterizzato dalle belle bifore e monofore che si aprono lungo le pareti, degna di nota è l'abside, che all'esterno appare in tutta la sua magnificenza e solennità. Essa è coronata dal deambulatorio di derivazione francese, le cui tre cappelle radiali hanno, come sostegni del tetto, delle bellissime mensole scolpite con vari soggetti, fra cui la testa di un monaco e quella di un'aquila.

##### Facciata

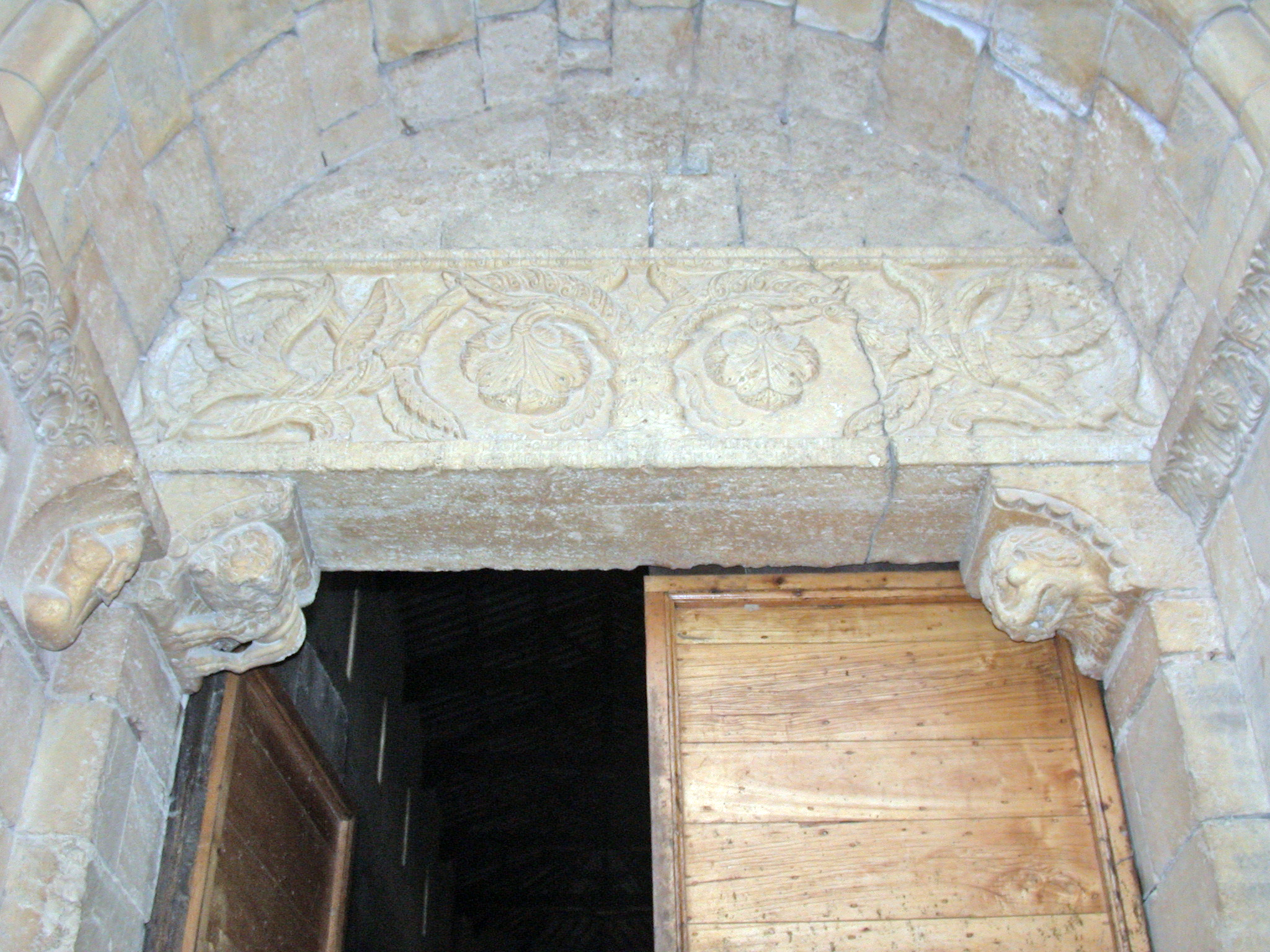
L'architrave scolpito del portale della facciata.

La facciata della grande chiesa è rivolta verso occidente ed è a salienti. Al centro della fascia centrale, sotto la bifora e la monofora ad arco a sesto acuto, si trova il portale che doveva essere preceduto da un esonartece a quattro arcate (mai realizzato, sebbene, sulla facciata della chiesa, vi sono le tracce di dove dovevano poggiare le quattro volte a crociera del portico). La grande porta d'ingresso è inglobata all'interno di una struttura a tettoia (frutto di un protiro incompiuto - posteriore al progetto del portico) ed è preceduto da una lieve strombatura. Al di sopra del varco d'ingresso si trova il bellissimo architrave scolpito raffigurante una pianta di vite.

#### Interno

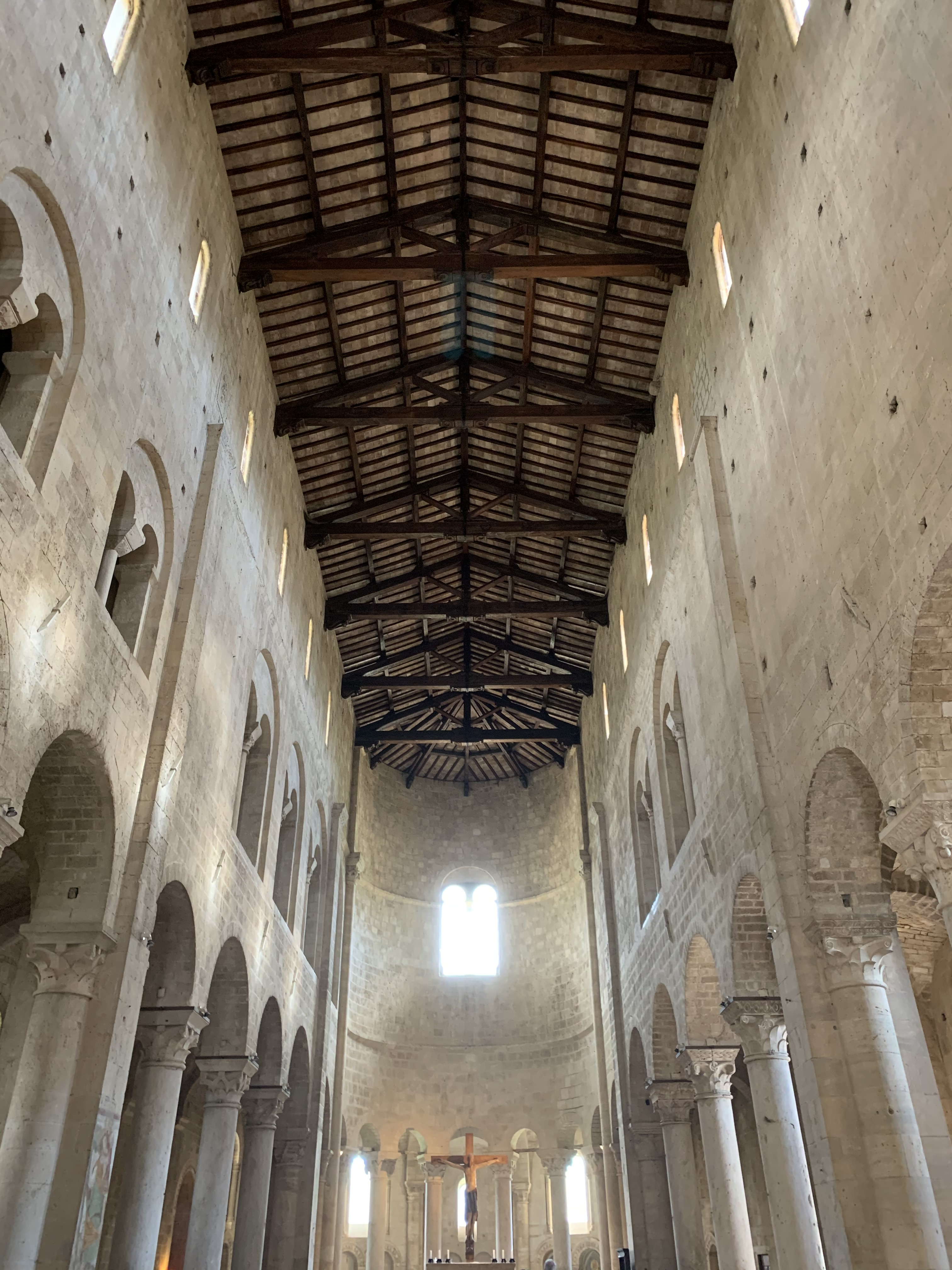
Scorcio interno

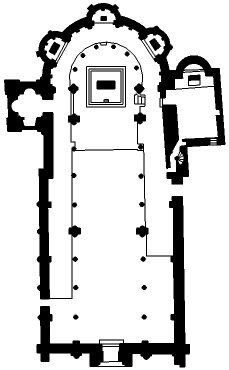
Pianta

All'interno la chiesa abbaziale dell'abbazia di Sant'Antimo, opera mirabile dell'architetto lucchese Azzo dei Porcari che è menzionato e ricordato come "uomo buono, ricco di virtù in Cristo, monaco, padre e poi decano (...) progettista di questa egregia aula" in un'inscrizione posta sull'architrave interno del portale, si presenta come un grande spazio in stile romanico. L'aula è suddivisa in tre navate ed è terminata da un'abside semicircolare con deambulatorio, caso pressoché unico in Italia.

##### Navate
La navata maggiore della chiesa è coperta da una semplice volta a capriate lignee che recano le mezzelune dello stemma Piccolomini: infatti il tetto del tempio è stato rifatto durante il pontificato di Pio II, al secolo Enea Silvio Piccolomini, che affidò, dopo la soppressione dei Guglielmiti, l'abbazia al vescovo di Montalcino Cinughi. Sulla controfacciata della chiesa si trova, al disotto del corridoio di collegamento fra i due matronei, un'iscrizione in cui viene citato l'architetto della chiesa:
Ai due lati del portale vi sono i due leoni in travertino che avrebbero dovuto sorreggere le due colonne del protiro.

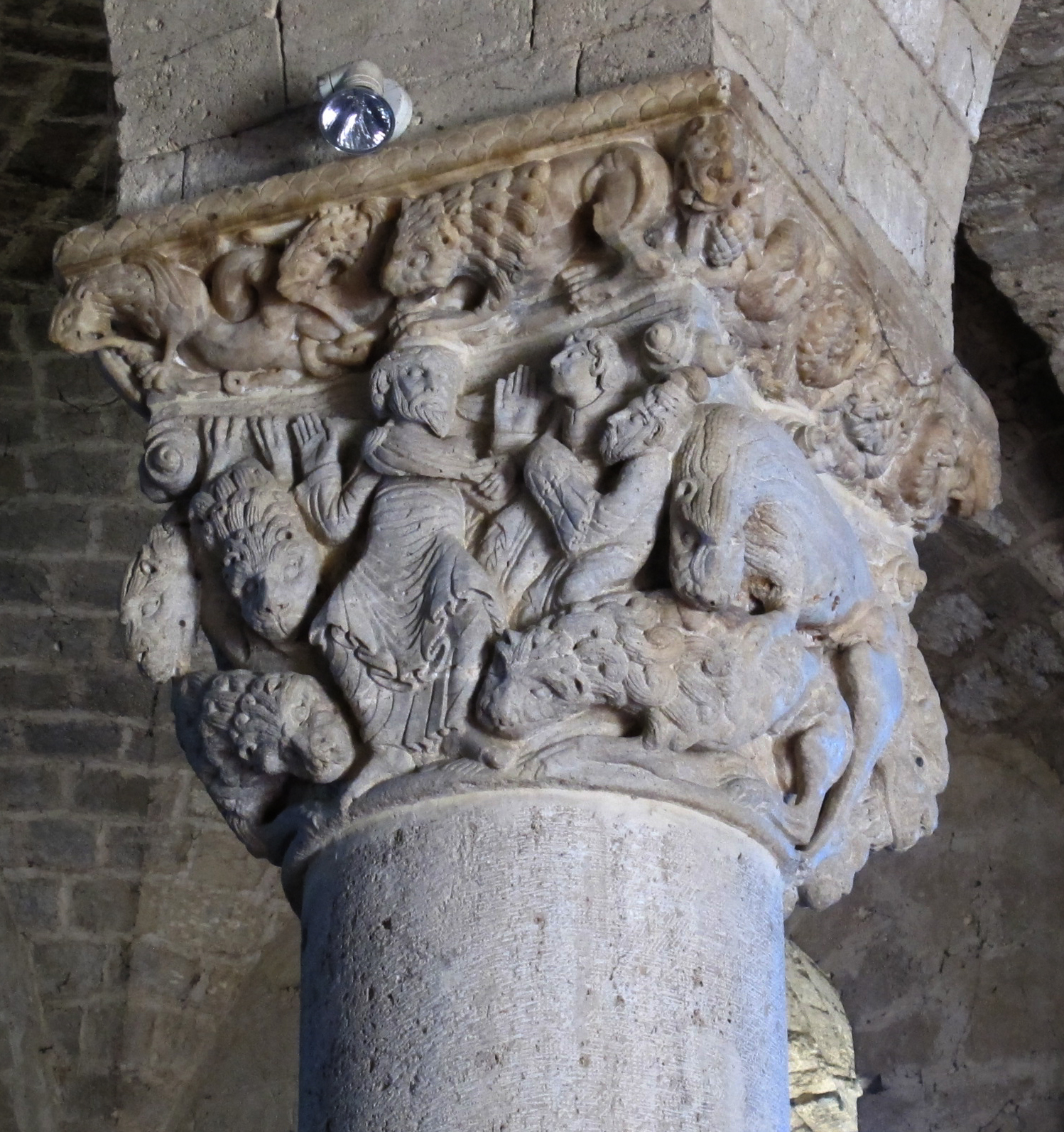
Il capitello con "Daniele nella fossa dei leoni", opera scultorea del Maestro di Cabestany.

La navata centrale è separata dalle due laterali da due serie di quattro archi sorretti da colonne monolite per lato, intervallati da un pilastro cruciforme fra le due serie di quattro archi a tutto sesto. Le navatelle, che sono coperte con volta a crociera e contano ben dieci campate ognuna, accolgono in sé varie opere d'arte, come ad esempio il fonte battesimale in pietra (nella prima campata della navata sinistra) e l'affresco di Gesù in Croce con un Santo Vescovo Martire, San Sebastiano ed il committente in ginocchio (nella prima campata della navata destra), ma certamente la più bella ed importante è il capitello con "Daniele nella fossa dei Leoni", opera del Maestro di Cabestany: in esso il maestro è riuscito ad assemblare e scolpire in uno spazio minimo tutte le scene salienti della vicenda biblica, che viene narrata nel capitolo 6 del Libro del profeta Daniele.

##### Le tribune e l'appartamento del vescovo

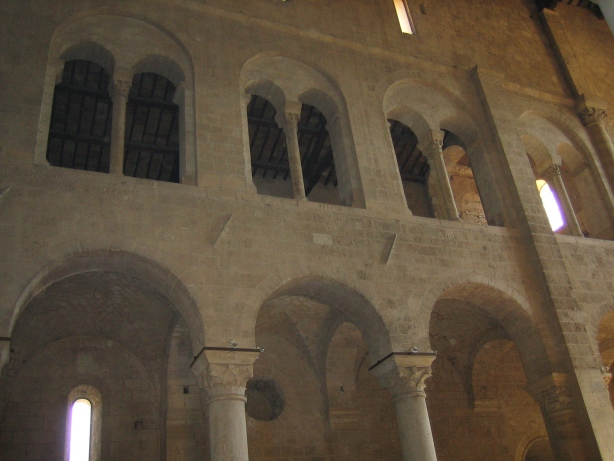
La tribuna nord vista dalla navata centrale.

Al disopra delle due navate laterali della chiesa si trovano le due tribune che si aprono sulla navata centrale per mezzo di grandi bifore. Si sale al matroneo meridionale, situato sopra la navata di destra, attraverso una scomoda scala a chiocciola ricavata nello spessore del muro fra la navata stessa e la Cappella Carolingia, oppure tramite una comoda scala in legno che attraversa la sagrestia, costruita dal vescovo di Montalcino Agostino Patrizi Piccolomini. Questo matroneo, a differenza dell'altro, è stato suddiviso nel Cinque-Seicento in sei ambienti: quello in cui converge la scala del vescovo Patrizi, il secondo quello in cui arriva la scala a chiocciola e le quattro stanze del "Quartiere (=appartamento) del Vescovo".

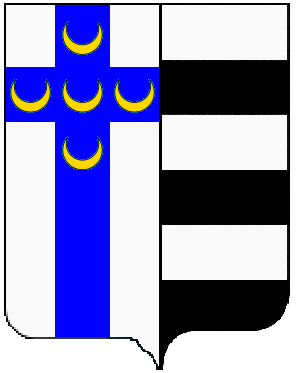
Lo stemma Piccolomini-Patrizi, ricorrente nel Quartiere del vescovo.

Questo piccolo appartamento fu creato dal vescovo Agostino Patrizi Piccolomini non come residenza vescovile (infatti, a Castelnuovo dell'Abate, vi era già il Palazzetto del Vescovo), bensì come luogo di riposo durante le saltuarie visite all'abbazia ed al paese ed anche come stanze di rappresentanza durante le udienze private. Inoltre, dalla bifora che si trova di fianco al camino della sala da pranzo, il vescovo poteva assistere indisturbato alle funzioni. L'appartamento, il cui accesso è dato da una piccola porta sovrastato dallo stemma del vescovo committente, è composto dalla sala da pranzo, dallo studio, dall'anticamera e la camera da letto. Lungo le pareti delle quattro stanze si trovano due fasce di finissime decorazioni realizzate con la tecnica dell'affresco: la fascia inferiore rappresenta un drappeggio scuro al cui interno si trovano piante di ogni tipo ed alcuni uccelli; quella superiore, invece, reca delle decorazioni dipinte a festoni. Inoltre, sopra i camini della sala da pranzo e della stanza da letto si trovano due diversi stemmi.

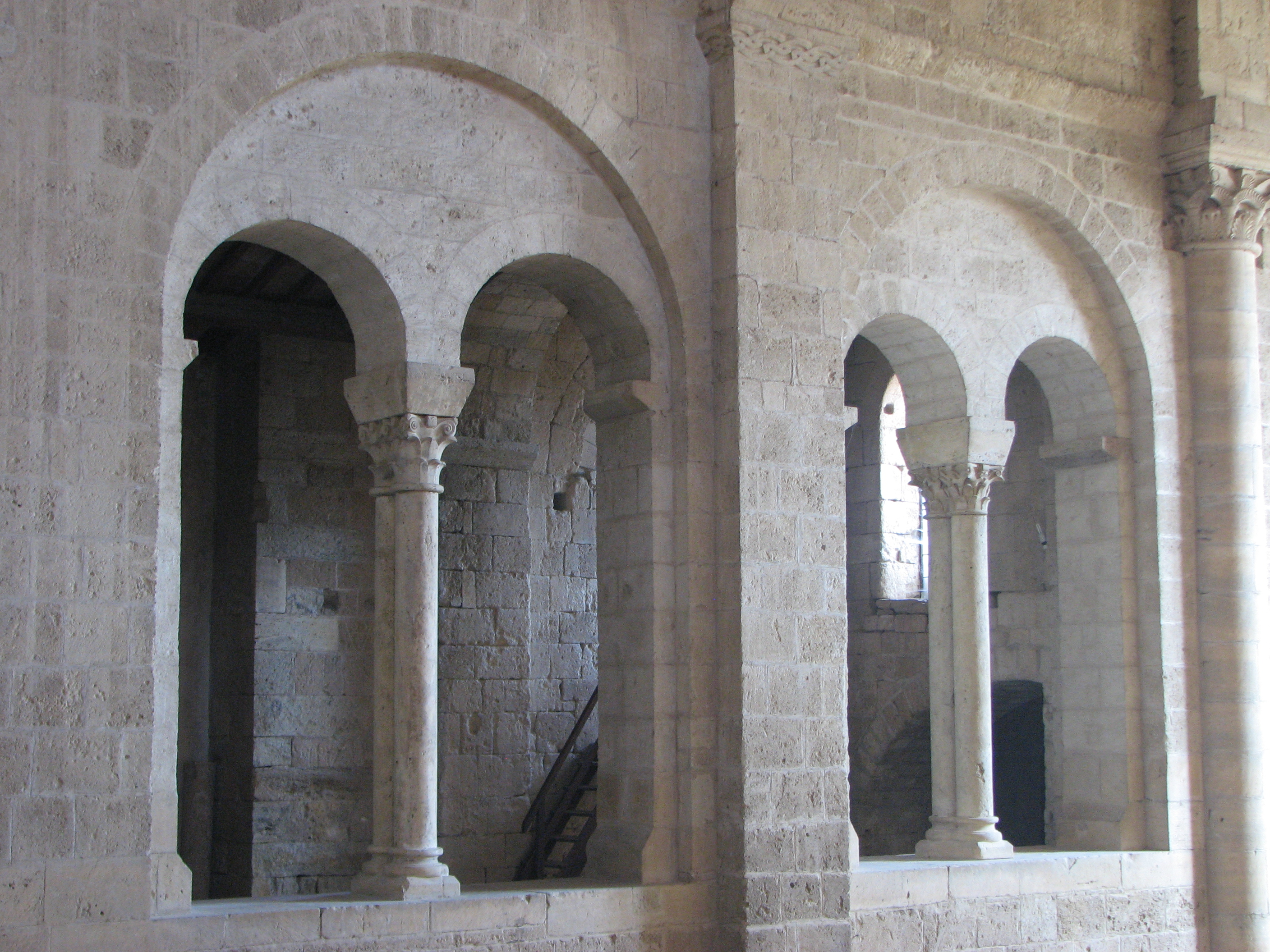
Due bifore della tribuna nord.

Attraverso un corridoio sorretto da mensole che corre lungo la controfacciata della chiesa e che è nascosto dalla vista dei fedeli per mezzo di un muro alto circa 3 m in cui si aprono tre finestre rettangolari che danno sulla navata centrale, si giunge alla tribuna settentrionale. Questa, a differenza della tribuna sud che è stata successivamente alla costruzione chiusa da tramezzi, è completamente sgombra da muri intermedi ed appare molto più luminosa di quella di fronte. Mentre lungo la parete sinistra, quella che dà verso l'esterno, si aprono delle piccole finestrelle rettangolari, lungo quella destra, che invece dà sulla navata centrale, si aprono varie finestre che, partendo dalla facciata sono:
- nel primo settore della navata, due monofore e due bifore sorrette ognuna da una colonnina;
- nel secondo settore della navata, tre grandi bifore sorrette ognuna da due colonne centrali;
- nel terzo settore della navata, una grande bifora (uguale alle tre precedenti).

##### Organo a canne
Nell'ingresso dell'appartamento del vescovo, si trova un organo a canne, costruito dalla ditta organaria tedesca Walcker Orgelbau e donato alla chiesa nel 2000 in sostituzione dell'organo Claudio Anselmi Tamburini opus 33, costruito nel 1987 e ceduto alla parrocchia di Stigliano.
Lo strumento è a trasmissione integralmente meccanica e la sua mostra, composta da canne di principale disposte ad ala, è chiusa da due semplici portelle lignee. L'organo dispone di un'unica tastiera di 61 note e di una pedaliera dritta di 30 note. I registri sono azionati da pomelli disposti su due colonne alla destra e alla sinistra della tastiera.

##### Coro, abside e deambulatorio

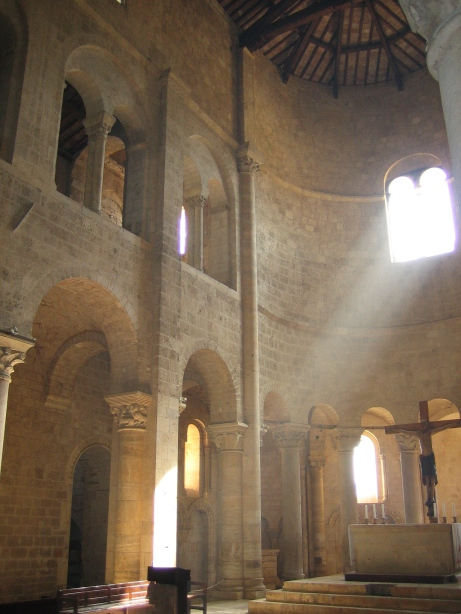
L'abside.

Il presbiterio della chiesa abbaziale di Sant'Antimo non occupa soltanto l'abside, che, a parte il deambulatorio, è di dimensioni assai ridotte (ha il raggio che misura poco più di 5 m), ma si protende ad occupare la navata centrale sino alla penultima arcata partendo dall'ingresso. Nell'area al di fuori dell'abside semicircolare sono disposti, lungo il corridoio centrale, i semplici stalli lignei in cui prendono posto i canonici durante le funzioni religiose e durante la Santa Messa. In posizione piuttosto avanzata, sulla sinistra, vi è l'ambone, sul quale è stato riprodotto il bassorilievo del Maestro di Cabestany "Madonna con il Bambino e gli Evangelisti" che si trova sul campanile, mentre sull'altro lato, dando le spalle alla porta della sagrestia, si trova la sede su cui siede il celebrante durante le liturgie assieme ai due concelebranti principali o con il cerimoniere.

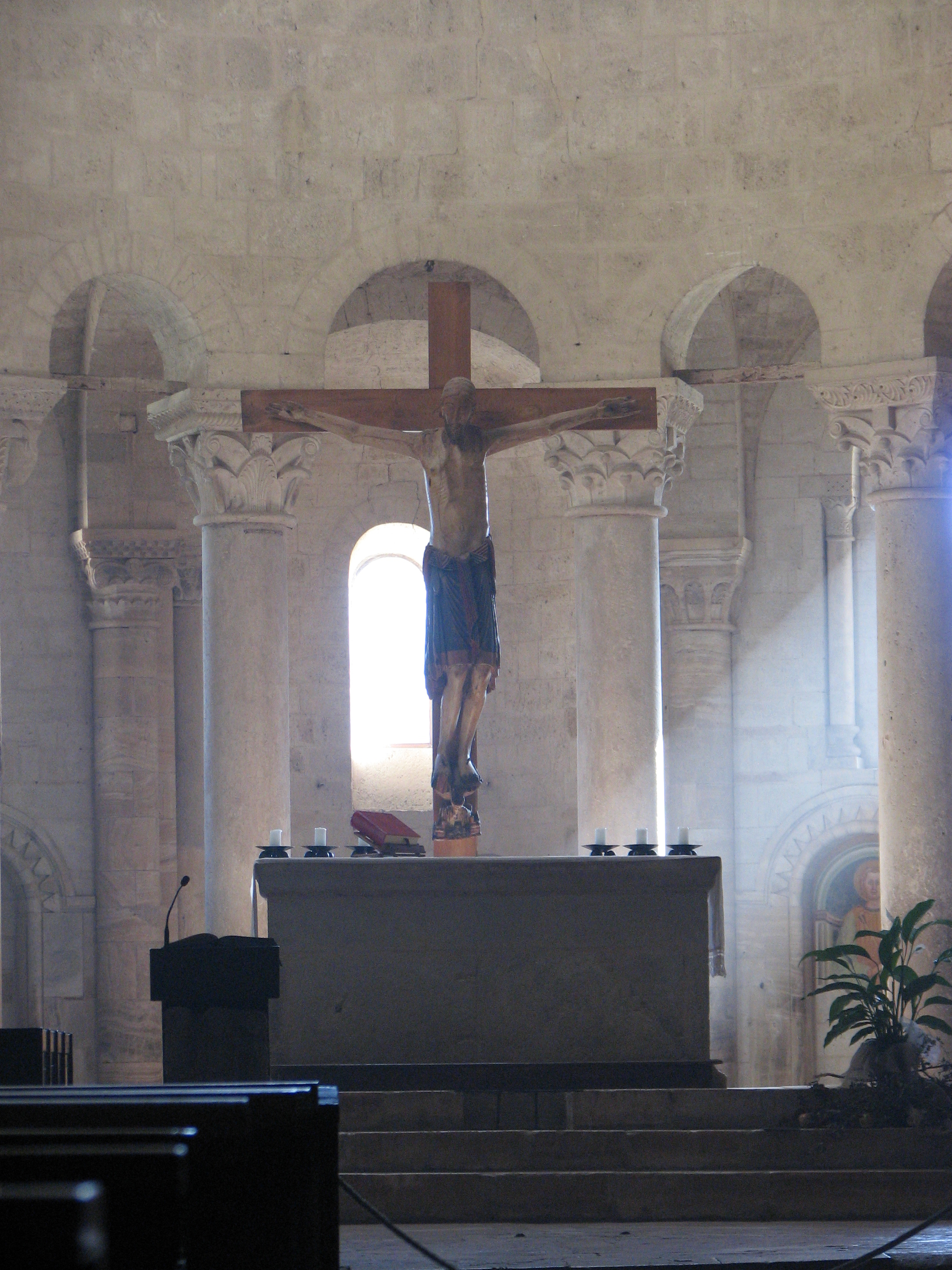
L'altare maggiore e il crocifisso

Al centro dell'intersezione fra la navata e l'abside, ove, originariamente, vi era l'arco absidale si trova, rialzato di tre gradini, l'altar maggiore in pietra è costituito da un corpo di base avente la forma di un parallelepipedo completamente privo di decorazioni su cui poggia una lastra di marmo spessa circa 5 cm.
Dietro l'altare si trova una delle più belle e preziose opere che sono custodite nel tempio il grande Crocifisso dipinto medioevale che, dopo secoli di abbandono presso il matroneo di destra, è stato ricollocato nel suo posto originario soltanto nel 1972. In questa magnifica rappresentazione di Cristo in Croce, in cui si mescola la scultura con la pittura, Gesù, che tiene gli occhi chiusi come un silenzioso grido di dolore, appare a torso nudo ed è cinto alla vita da una fascia di stoffa blu bordata d'oro, semplice e ricca allo stesso tempo. Forse, in origine, sulla sommità del crocifisso si trovava il cartiglio con la scritta "INRI", comunque non più esistente.

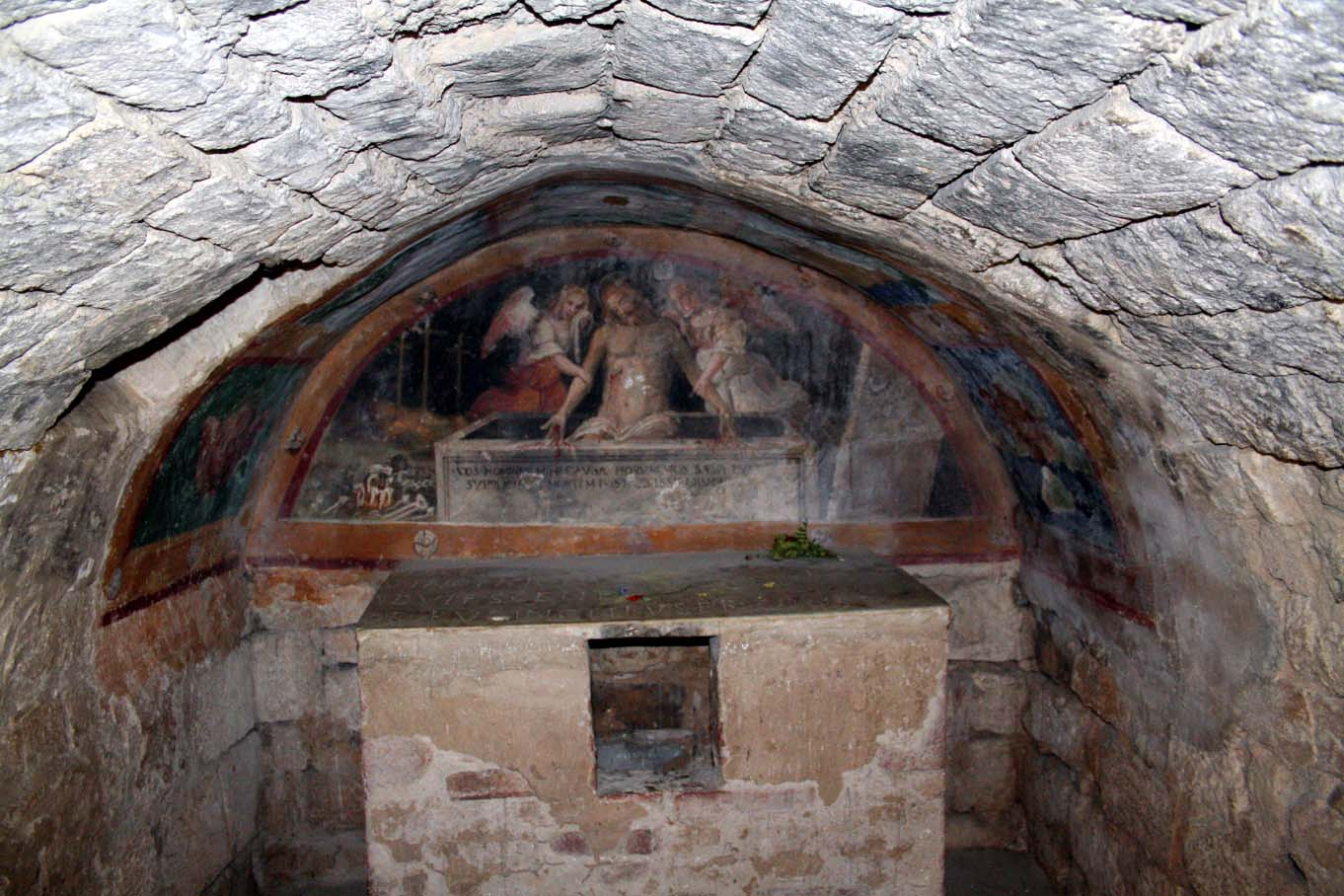
La cripta

Al disotto dell'altar maggiore vi è la piccola cripta, alla quale si scende tramite una scaletta posta dinnanzi alla porta della sagrestia, nell'ultima campata della navata laterale destra. Questo piccolo ambiente è coperto da una semplice volta a botte ribassata, nella quale vi è un'apertura che dà sui gradini davanti all'altare. Addossato alla parete di fondo si trova quello che era il sepolcro di Sant'Antimo, ricavato in un altare cavo all'interno e munito, sulla parte anteriore, di un foro rettangolare, da cui si potevano vedere le reliquie. Sopra di esso si può vedere un semplice affresco dei primi del Quattrocento raffigurante "La deposizione di Gesù nel Sepolcro".

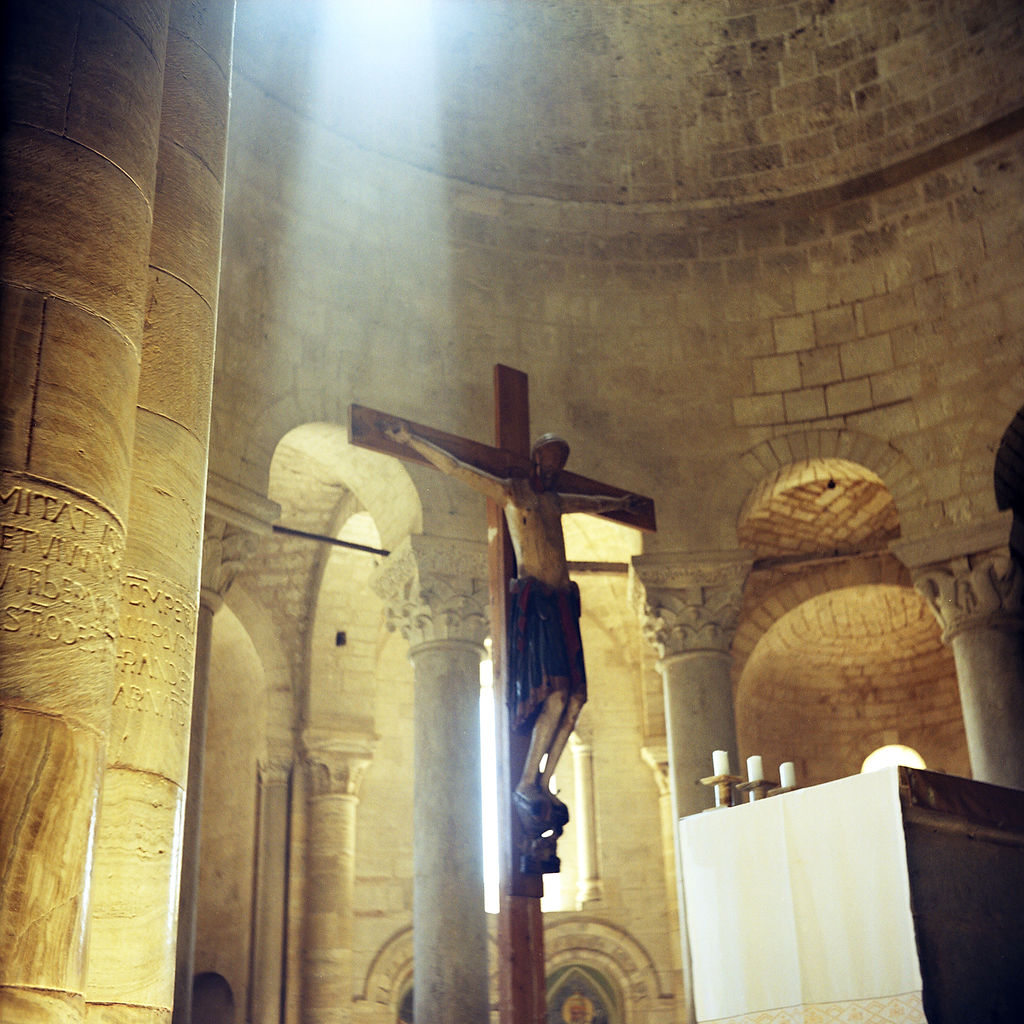
Il crocifisso e il deambulatorio

Intorno all'abside si trova il deambulatorio, che è collegato ad essa tramite sette archi a tutto sesto sorrette da colonne monolite. La presenza di un deambulatorio nelle chiese romaniche italiane è un caso molto raro, poiché è un elemento di origine francese, ed in Italia è riscontrabile soltanto nella cattedrale di Santa Maria Assunta e San Canio Vescovo ad Acerenza, in Basilicata, in quella di Aversa, in Campania, e nella basilica di Santa Maria a Piè di Chienti, nelle Marche. Intervallate fra di loro da una campata, vi sono tre piccole cappelle radiali; queste, aventi la forma di tre absidiole, accolgono ognuna un altare in pietra. La cappella radiale centrale, che è in asse con l'altar maggiore della chiesa e con il crocifisso medioevale, custodisce, dietro il piccolo altare litico, un bellissimo capitello che ha il compito di reggere i due archetti ciechi centrali e che reca una splendida decorazione con quattro piccole teste di Aquila.

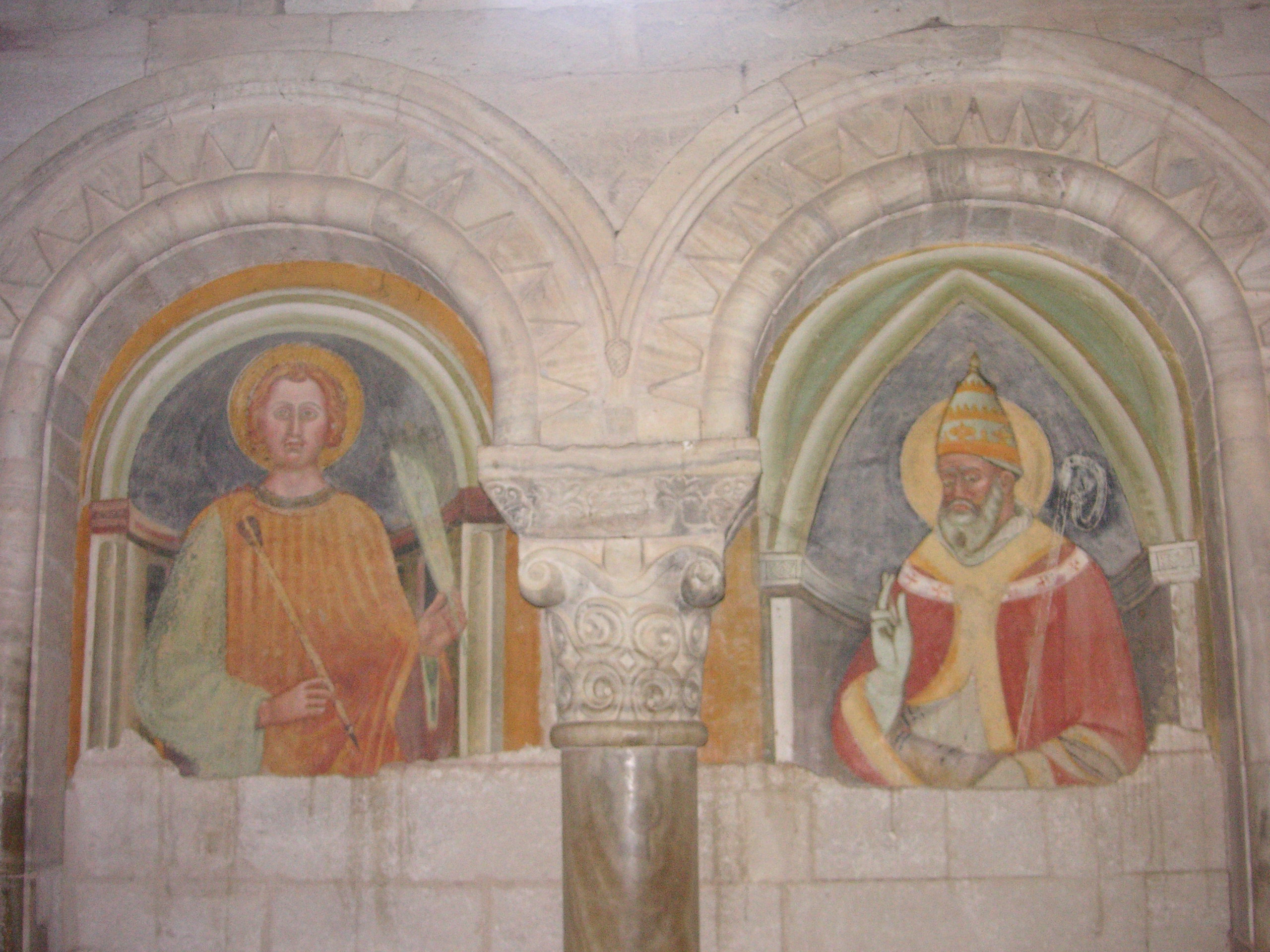
L'affresco con san Gregorio Magno (a destra) e san Sebastiano (a sinistra).

Nell'arcata di intervallo fra la cappella radiale centrale e quella di sinistra, nei due archetti ciechi a tutto sesto sorretti da una colonna d'alabastro, si trova un affresco del XVI-XV secolo, attribuito a Spinello Aretino oppure alla scuola di Taddeo di Bartolo, raffigurante san Gregorio Magno, a destra, riconoscibile dalle sue due insegne papali (il Triregno a tre corone ed il pastorale, in questo caso vitreo), e san Sebastiano, a sinistra, riconoscibile poiché nella mano destra tiene una freccia, mentre in quella sinistra la palma del martirio. Secondo un'ipotesi degli studiosi, gran parte della chiesa era affrescata, come testimoniano alcune tracce di intonaco nell'abside, sebbene rimangano soltanto gli affreschi del deambulatorio e della cappella Carolingia.

## Opere già in loco
- Crocifisso di Sant'Antimo, oggi nei Musei riuniti di Montalcino